# 14939 Norikura
14939 Norikura eller 1995 DG1 är en asteroid i huvudbältet som upptäcktes den 21 februari 1995 av den japanska astronomen Akimasa Nakamura vid Kuma Kogen-observatoriet. Den är uppkallad efter den japanska vulkanen Norikura.
Den tillhör asteroidgruppen Merxia.